# 三好一秀
三好 一秀（みよし かずひで）は、戦国時代の武将。細川氏、三好氏の家臣。父は三好長之とされる。

## 概要
細川晴元や三好元長等に従い、享禄4年6月4日（1531年7月17日）、膠着状態が続いていた細川高国・浦上村宗の軍勢を撃ち破る（大物崩れ）。戦後、尼崎に逃走し潜伏した敵方の大将、高国を一計を案じて捕縛したという逸話（後述）が残っている。
同年8月、河内・山城守護の畠山義堯の家臣、木沢長政が義堯から守護職を奪い獲る企てが発覚、激怒した義堯から要請を受けた一秀は長政の拠る飯盛山城を攻めるも、長政からの援軍要請を受けた細川晴元によって撤兵命令を下されたため、一旦撤退している。
しかし翌5年5月、態勢を整えた義堯と一秀は飯盛山城を再び攻め、同時に元長にも増援を要請している。長政も再び晴元に援軍を要請したが、膠着状態となった。この局面を打開するため、晴元は山科本願寺の法主証如に一揆勢の蜂起を要請。証如の軍勢は同年6月5日に山科本願寺から大坂に移動、摂津・河内・和泉の本願寺門徒に動員をかけた。これに応じた門徒は、総勢3万に及ぶ大軍だったと言われている。
天文元年（1532年）6月15日、背後から襲撃してきた一揆勢により義堯・一秀勢は撃ち破られ、一秀も討ち取られた（一説には元長と共に和泉の顕本寺で自害したとも言われている）。

## 逸話

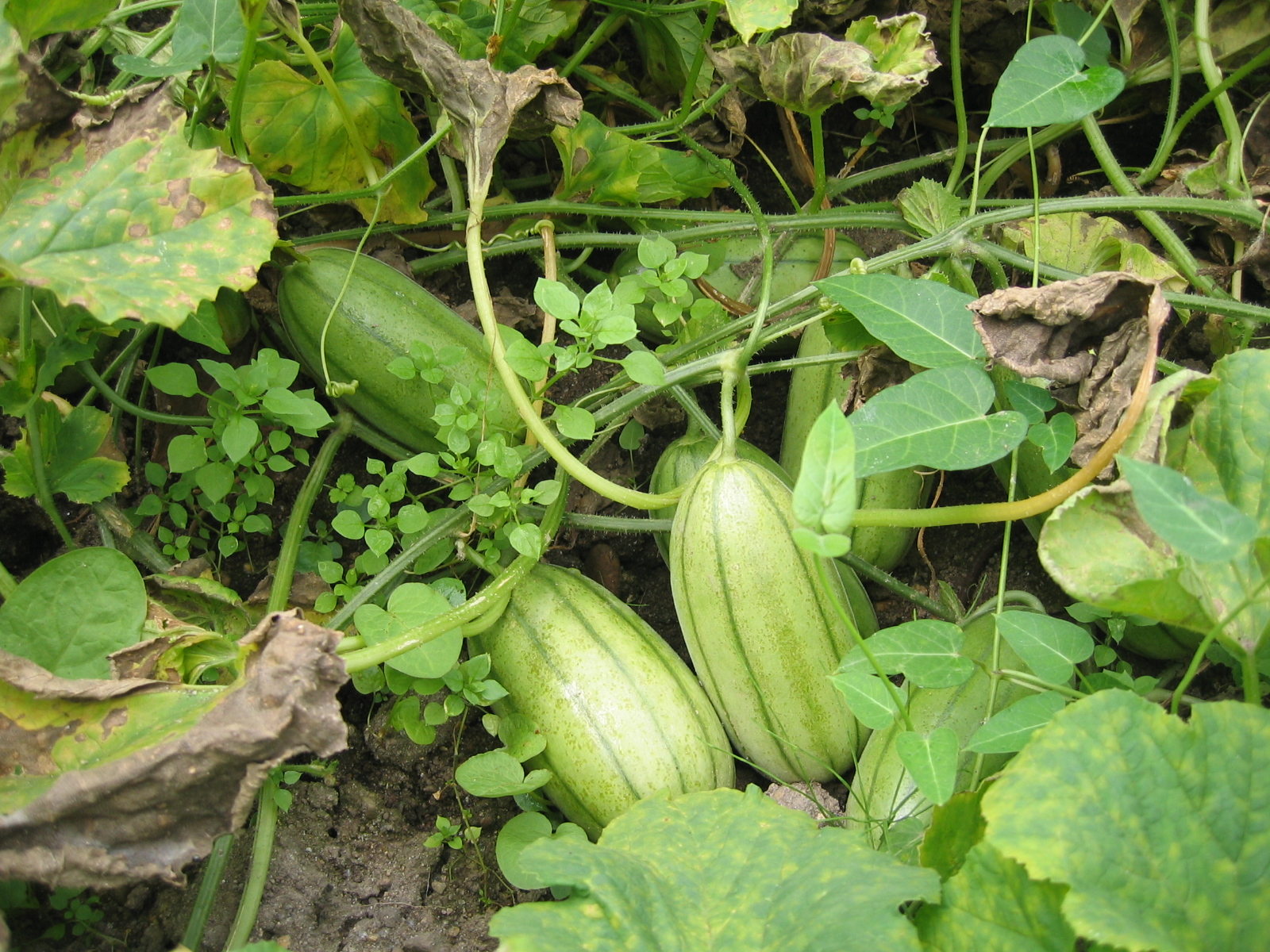
まくわ瓜

大物崩れでの敗戦の混乱の中、大将の高国は戦場を離脱。尼崎の町内にあった京屋という藍染屋に逃げ込み藍瓶をうつぶせにしてその中に身を隠していたが、密告者の報を受けた一秀によって享禄4年6月5日に捕縛された。
尼崎の町で高国を捜索した一秀による一計、まくわ瓜の逸話が今日に伝わっている。近所で遊んでいた子供達に一秀はまくわ瓜をたくさん持ってきて、「高国のかくれているところをおしえてくれたら、この瓜を全部あげよう」と切り出したという。子供達はその瓜欲しさに高国が隠れていた場所を見つけたという有名な逸話である。